# Canalete (kommun)
Canalete är en kommun i Colombia.   Den ligger i departementet Córdoba, i den nordvästra delen av landet, 500 km nordväst om huvudstaden Bogotá. Antalet invånare är 17 315.